# Matoller del Dja
El matoller del Dja (Bradypterus grandis) és una espècie d'ocell de la família dels locustèl·lids (Locustellidae). Es troba a l'interior del Gabon i en petites àrees molt fragmentades al Camerun i la República Centreafricana. El seu hàbitat natural són les zones humides. Pateix la pèrdua d'hàbitat i el seu estat de conservació es considera gairebé amenaçat.